# Ласорда, Томми
Томас Чарлз Ласорда (англ. Thomas Charles Lasorda; 22 сентября 1927, Норристаун, Пенсильвания — 7 января 2021, Фуллертон, Калифорния) — американский бейсболист и тренер. Выступал на позиции питчера, значительную часть своей карьеры провёл в командах младших лиг. Большую известность получил своей тренерской работой. С 1976 по 1996 год занимал пост главного тренера клуба «Лос-Анджелес Доджерс», приведя его к победам в Мировых сериях 1981 и 1988 годов. Номер 2, под которым он входил в заявку, выведен в клубе из обращения. В 1997 году избран в Национальный зал славы бейсбола. Также является членом Зала славы канадского бейсбола. В 2000 году привёл сборную США к победе на Олимпиаде в Сиднее.

## Биография

### Ранние годы и карьера игрока
Томас Ласорда родился 22 сентября 1927 года в Норристауне в Пенсильвании. Там же он вырос и окончил старшую школу. В 1945 году в статусе незадрафтованного свободного агента он подписал контракт с клубом «Филадельфия Филлис». В профессиональном бейсболе Ласорда дебютировал в составе «Конкорд Уиверс» в Лиге штата Северная Каролина. Дебютный сезон он завершил с тремя победами при двенадцати поражениях с пропускаемостью 4,09. В октябре 1945 года призвали в армию и следующие два года он провёл на военной службе.

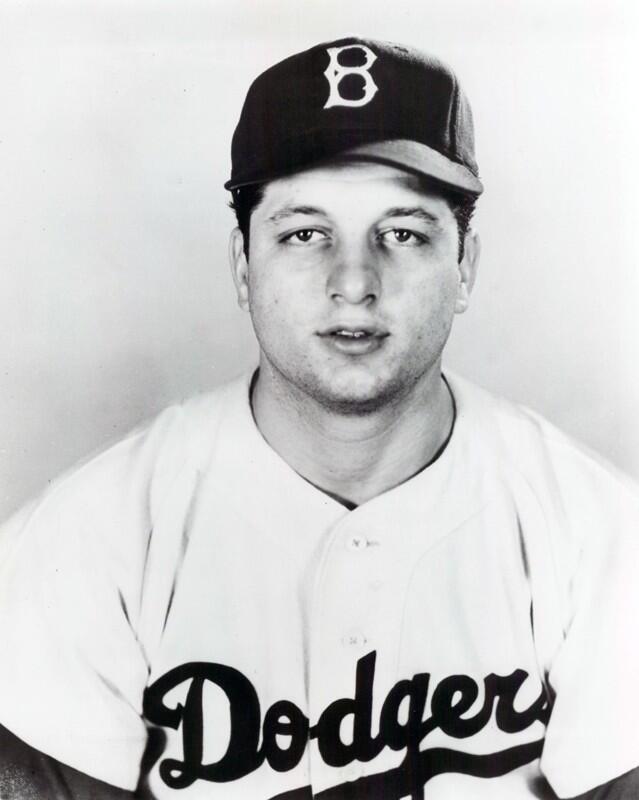
Ласорда в составе «Доджерс» в 1954 году.

В 1948 году Ласорда вернулся на поле и отыграл сезон в фарм-клубе «Филадельфии» «Скенектади Блю Джейс», выступавшем в Канадско-Американской лиге. Чемпионат он завершил его с девятью победами и двенадцатью поражениями, но провёл один из самых выдающихся матчей в истории младших бейсбольных лиг. В выездном матче против «Амстердам Рагмейкерс» 31 мая 1948 года Ласорда провёл полную игру из 15 иннингов, сделав 25 страйкаутов, а его сингл в последнем иннинге принёс «Блю Джейс» победу со счётом 6:5. После окончания сезона на драфте игроков младших лиг его выбрали «Бруклин Доджерс».
Сезон 1949 года он провёл в составе «Гринвилл Спиннерс», выиграв и проиграв по семь матчей с пропускаемостью 2,93. С 1950 по 1955 год Ласорда играл в Международной лиге за «Монреаль Роялс», фарм-клуб «Доджерс» уровня AAA. Этот период был очень успешным. «Роялс» четыре сезона подряд, с 1951 по 1954 год, выходили в финал, дважды став обладателями Кубка губернатора. Ласорда свой лучший турнир провёл в 1953 году, когда выиграл семнадцать матчей при восьми поражениях и показателе ERA 2,81. В тот год, что было для него нетипично, количество сделанных им страйкаутов превысило число уоков. В этот же период своей карьеры он дебютировал за «Доджерс» в Главной лиге бейсбола, сыграв по четыре матча в чемпионатах 1954 и 1955 годов.
Перед началом сезона 1956 года его продали в «Канзас-Сити Роялс». За новый клуб Ласорда сыграл восемнадцать матчей, потерпев четыре поражения с пропускаемостью 6,15. После этого его обменяли в «Нью-Йорк Янкис» и оставшуюся часть чемпионата и начало следующего он провёл в фарм-клубе «Денвер Беарс». Главным тренером «Беарс» в то время был Ральф Хаук, известный своим вспыльчивым характером и готовностью всегда защищать своих игроков. Позднее Ласорда говорил, что взял этот стиль руководства за образец. Во второй половине 1957 года его продали обратно в «Бруклин» и остаток сезона он доиграл в команде «Лос-Анджелес Энджелс» в Лиге Тихоокеанского побережья. С 1958 по 1960 год Ласорда снова играл за «Монреаль Роялс», выиграв с командой ещё один Кубок губернатора. В историю «Роялс» он вошёл как самый побеждающий питчер команды. Последний год его игровой карьеры стал последним и для клуба, переехавшего в Сиракьюз.

### Тренерская карьера
После завершения игровой карьеры Ласорда был нанят Доджерс в качестве скаута. Поиском новых игроков для клуба он занимался с 1961 по 1965 год. Затем его назначили главным тренером фарм-команды «Покателло Чифс», а ещё через год он возглавил «Огден Доджерс». У руля этой команды Ласорда добился первых успехов в своей тренерской карьере: с 1966 по 1968 год «Огден» трижды побеждал в Лиге пионеров, а ряд игроков команды затем вырос в звёзд Главной лиги бейсбола. Ещё четыре сезона он проработал в командах «Спокан Индианс» и «Альбукерке Дьюкс». В семи сезонах, проведённых в фарм-системе «Доджерс», он пять раз выигрывал чемпионский титул.
В 1973 году Ласорда вошёл в состав тренерского штаба «Лос-Анджелес Доджерс», где работал на третьей базе. Эту должность он занимал в течение четырёх сезонов. В сентябре 1976 года он сменил на посту главного тренера клуба Уолтера Олстона. Многие из игроков команды были хорошо знакомы ему по совместной работе в младших лигах. В 1977 и 1978 годах «Доджерс» побеждали в Национальной лиге, но оба раза проиграли Мировую серию Нью-Йорк «Янкис». Ласорда стал вторым тренером в истории Национальной лиги, приведшим команду к победе в лиге в первые два года работы. До него подобного добивался только Габби Стрит, возглавлявший «Сент-Луис Кардиналс» в начале 1930-х годов.

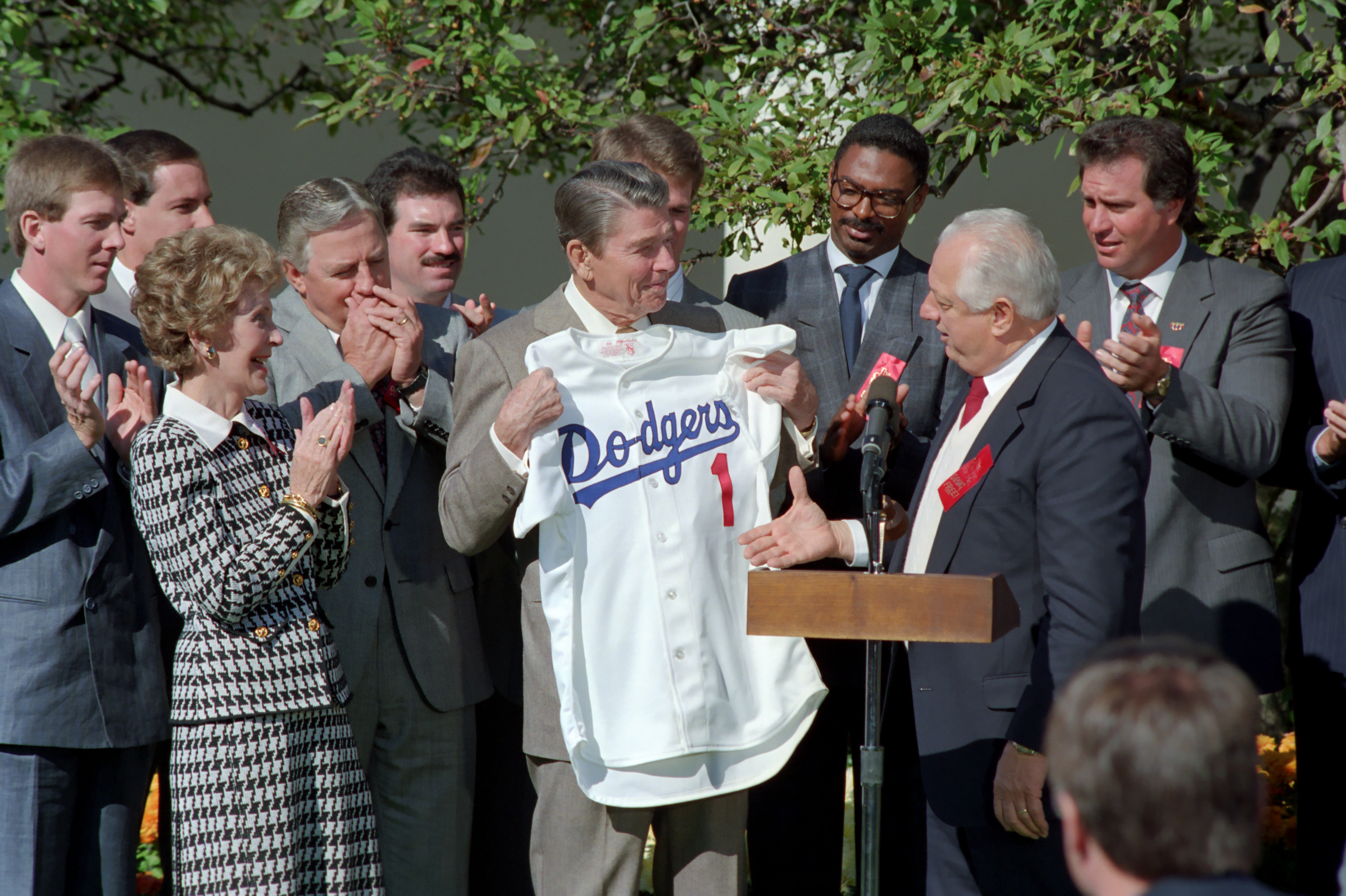
Томми Ласорда вручает форму «Доджерс» президенту США Рональду Рейгану, 26 октября 1988.

В 1981 году, когда регулярный чемпионат был сокращён из-за забастовки игроков, Ласорда привёл команду к победе в Мировой серии. В плей-офф последовательно были обыграны «Хьюстон Астрос», «Монреаль Экспос» и «Янкис». В 1983 и 1985 годах «Доджерс» становились победителями Западного дивизиона Национальной лиги, но в сериях на вылет проигрывали «Филадельфии» и «Сент-Луису» соответственно. Второе чемпионство при Ласорде «Доджерс» завоевали в 1988 году, победив в Мировой серии «Окленд Атлетикс» 4:1. Годом позже астроном Элеанор Хелин из Паломарской обсерватории назвала в его честь малую планету.
В 1990-х годах, когда «Доджерс» несколько сезонов не выходили в плей-офф, игроки клуба пять раз признавались Новичками года в Национальной лиги. Пост главного тренера Ласорда оставил 29 июля 1996 года. Незадолго до этого он перенёс сердечный приступ и хирургическую операцию. За время его работы «Доджерс» выиграли 1599 матчей и проиграли 1439. Дважды, в 1983 и 1988 годах, он признавался Менеджером года в Национальной лиге. Учитывая состояние его здоровья, в 1997 году Комитет ветеранов Зала бейсбольной славы отказался от периода ожидания и Ласорда стал его членом. Тогда же «Доджерс» вывели из обращения №2, под которым он входил в заявку. Он также входит в Зал славы канадского бейсбола. Несколькими университетами ему присвоена почётная докторская степень. 
Уйдя в отставку, он остался в организации, заняв пост вице-президента. В сентябре 1998 года Ласорда стал старшим вице-президентом «Доджерс». В 2000 году он возглавлял сборную США, выигравшую золотые медали Олимпийских игр в Сиднее.
Томми Ласорда скончался 7 января 2021 года в результате остановки сердца в возрасте 93 лет.